# Кущино
Кущино — село в Алексеевском районе (городском округе, с 2018) Белгородской области, центр Кущинского сельского поселения.

## Описание
Расположено в восточной части области, в 11 км к югу от районного центра, города Алексеевки.
| 1859 | 2002 | 2010 |
| ---- | ---- | ---- |
| 469  | ↗641 | ↘569 |

Улицы и переулки
| - ул. Бориса Гордиенко - ул. Молодёжная - ул. Новая - ул. Российская - ул. Садовая - ул. Южная | - Новый пер. - Южный пер. - им. Ивана Кузина - им. Большой Кукурузины |

## История
Первое письменное упоминание о селе обнаружено в итоговой ведомости пятой ревизии (перепись населения 1795 года). Поселение относилось к Алексеевской вотчине графа Николая Петровича, а потом его сына Дмитрия Николаевича Шереметевых. Долгое время жители относились к приходу храма Казанской Божией Матери слободы Варваровки .
Села Кущинского округа основаны малороссийскими выходцами, о чём говорят фамилии, диалект, устно-поэтические и этнографические традиции. Эти села продолжительное время входили в пределы Воронежского края.
Упоминается в Памятной книжке Воронежской губернии за 1887 год как «хуторъ Кущинъ» Щербаковской волости Бирюченского уезда. Число жителей обоего пола — 441, число дворов — 60.

## Образование
В селе действует Муниципальное бюджетное общеобразовательное учреждение «Щербаковская средняя общеобразовательная школа».

## Известные люди
- Гордиенко, Борис Васильевич (1964—1989) — военный летчик, старший лейтенант. Погиб в Афганистане. Именем Гордиенко названа улица в с. Кущино.